# Huddinge kommunvapen

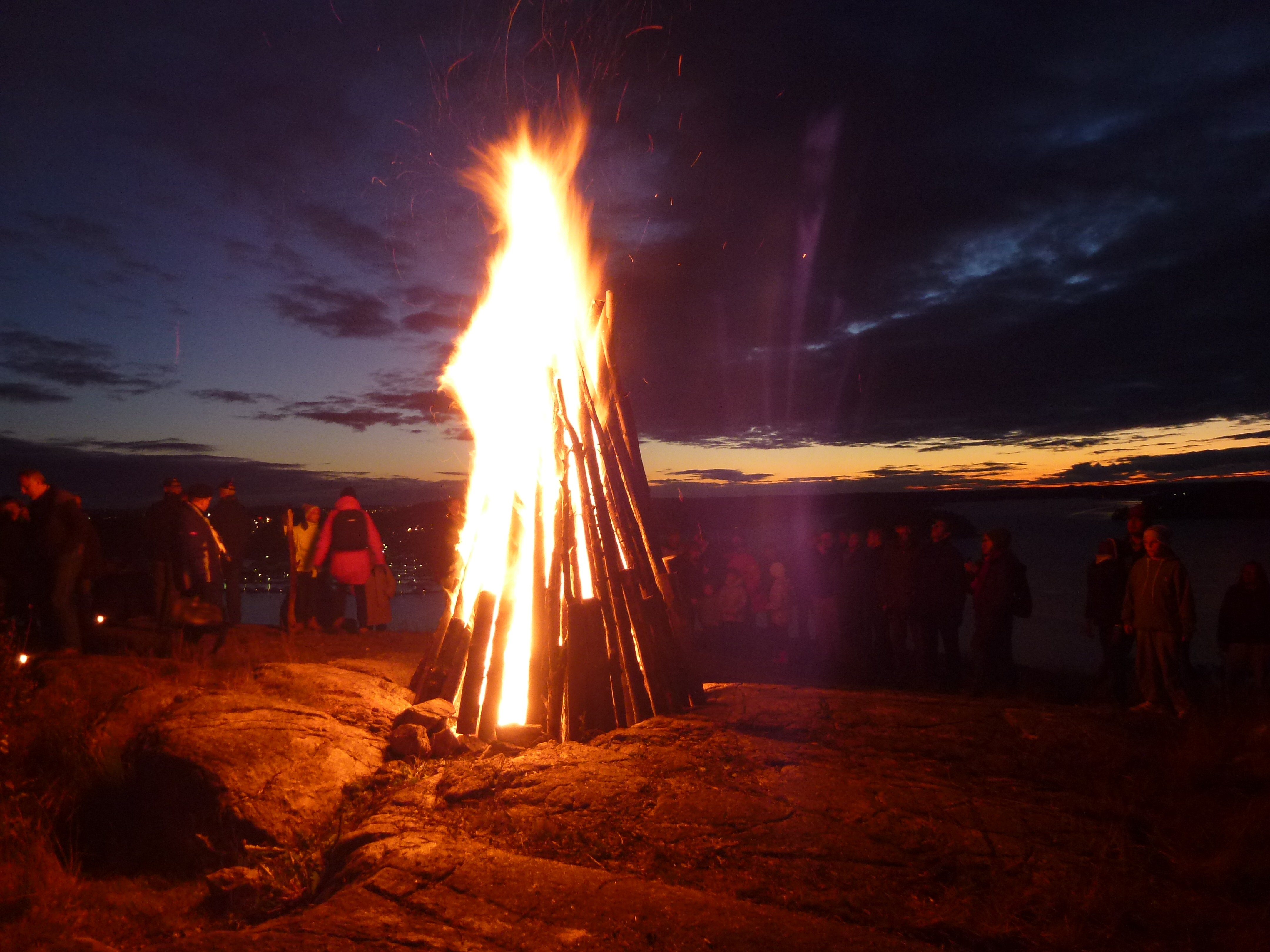
Förebild: en vårdkase.

Huddinge kommunvapen är det officiella vapnet för Huddinge kommun. 
Vapnets utformning fick kunglig fastställelse genom Gustaf V den 28 november 1947. Vapnet syftar på en vårdkase, som troligen stod på Vikingaberget i nuvarande Vårberg i (Stockholms kommun) eller på Korpberget i nuvarande trakten av Vårby gård i (Huddinge kommun). I Huddinges vapen finns ett treberg. Treberget är ett vanligt sätt inom heraldiken att framställa ett stiliserat berg. År 1974 registrerades vapnet hos Patent- och registreringsverket enligt den nya lagstiftningen till skydd för kommunala vapen. Kommunen har inte lagts samman med någon annan kommun, men just det område där vårdkasen förmodas ha stått, (Vikingaberget), har överförts  1962/1963 till Stockholms kommun i samband med den så kallade Vårbyaffären. Huddinges vapen är ritat av formgivaren Folke Arström.

## Blasonering
Blasonering: I fält av guld en på ett blått treberg stående svart, brinnande vårdkase med röd låga.

## Användningsområden

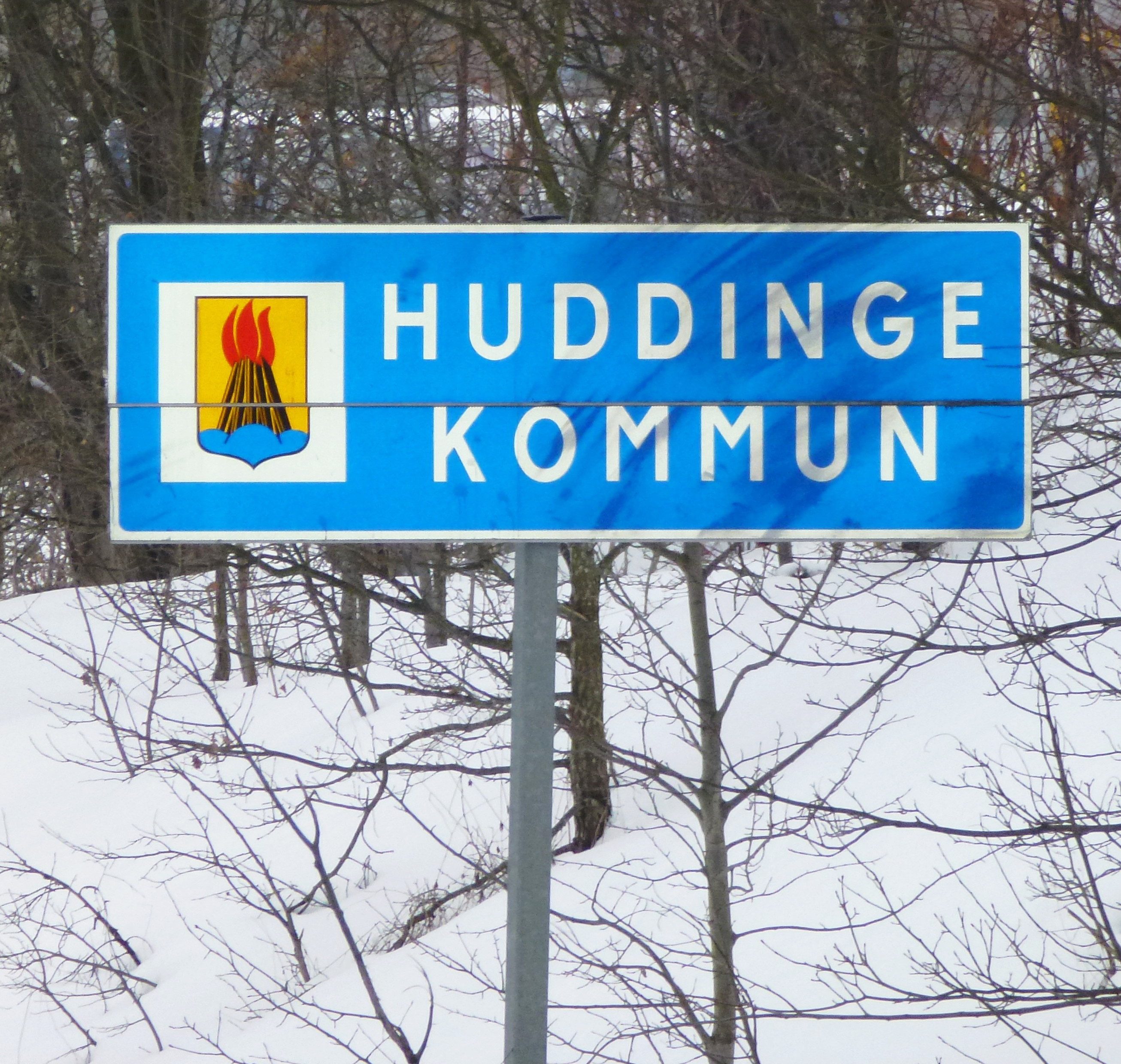
På vägskylt
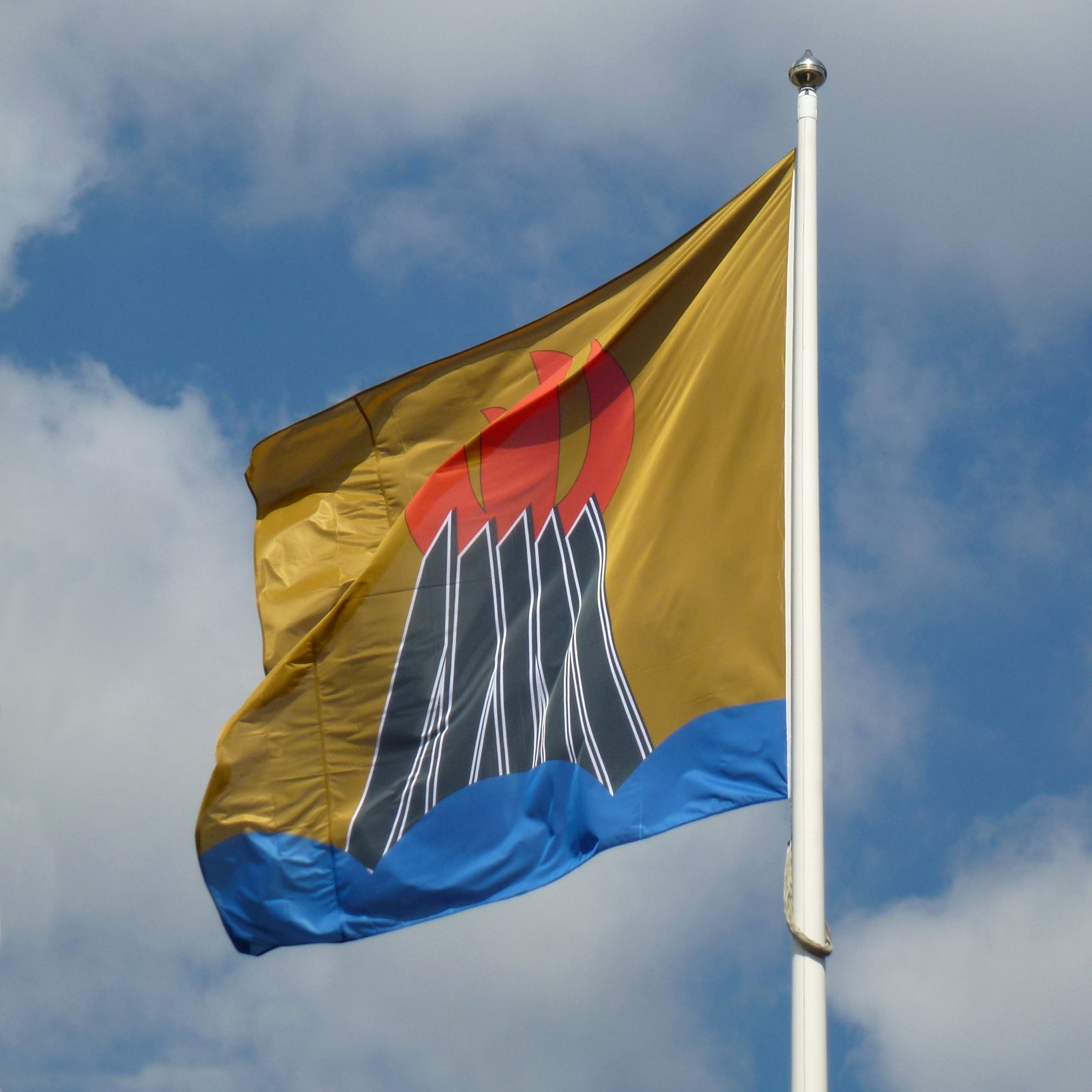
På kommunens flagga
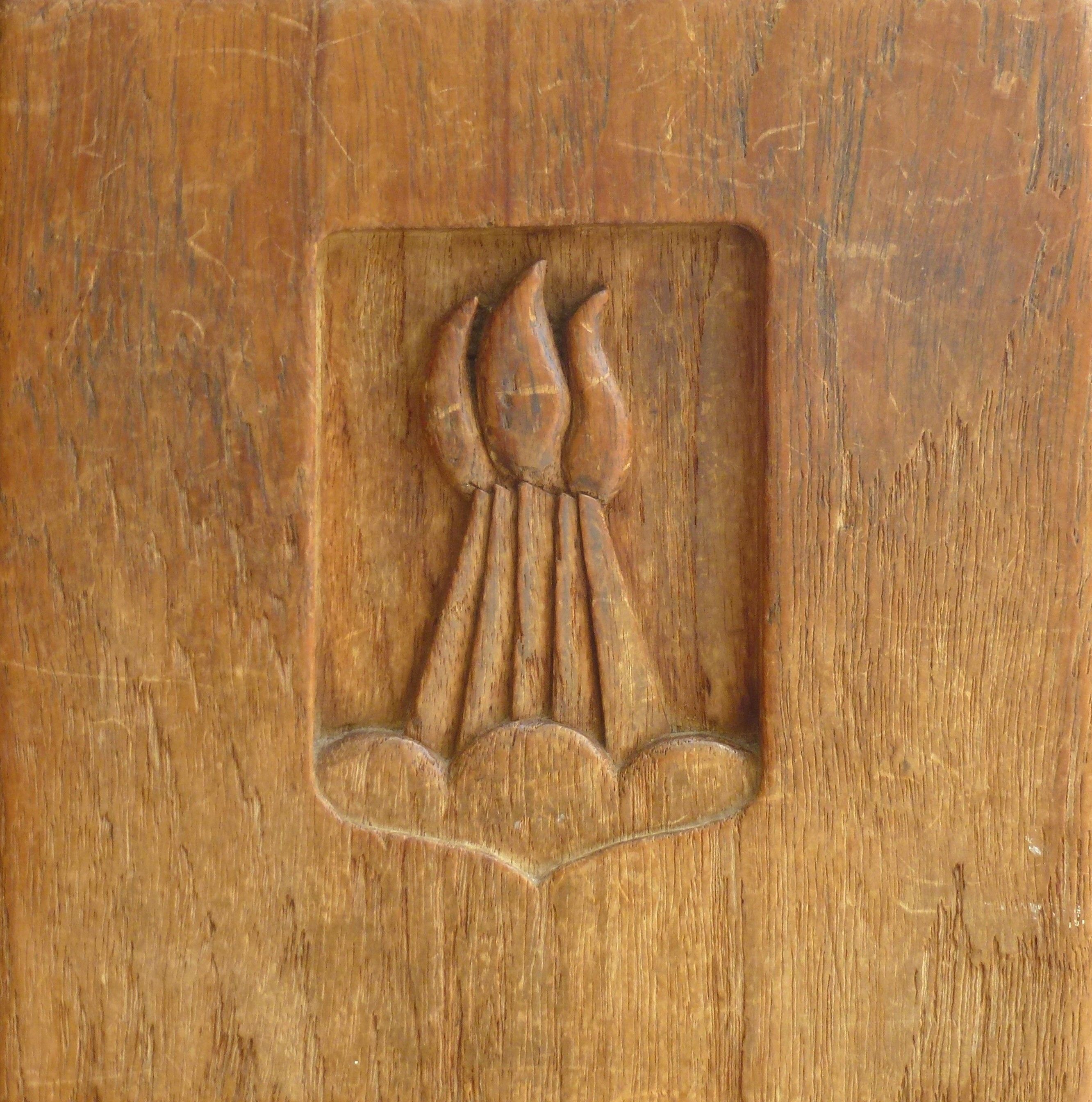
På kommunalhusets dörr
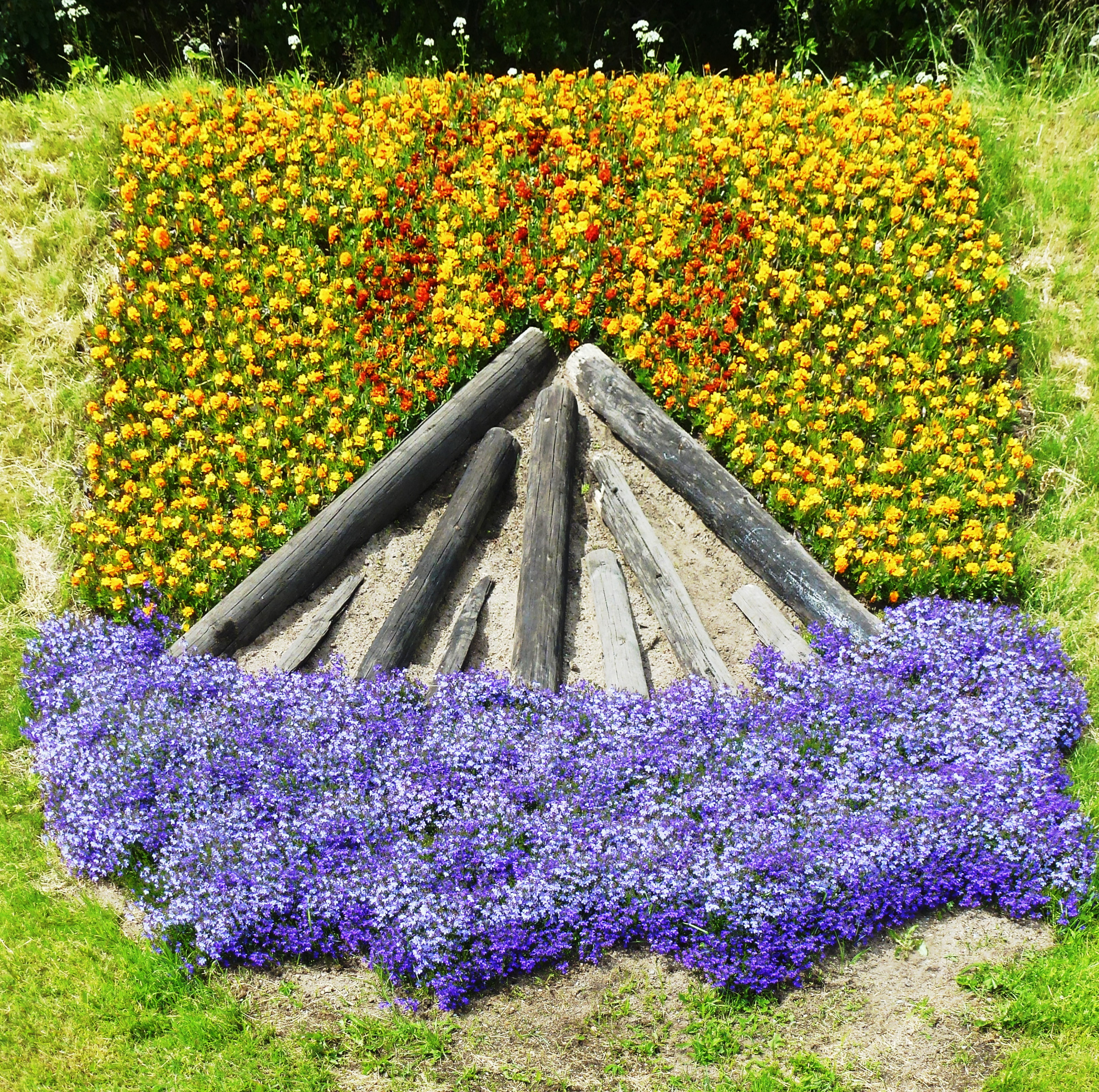
Som blomsterrabatt
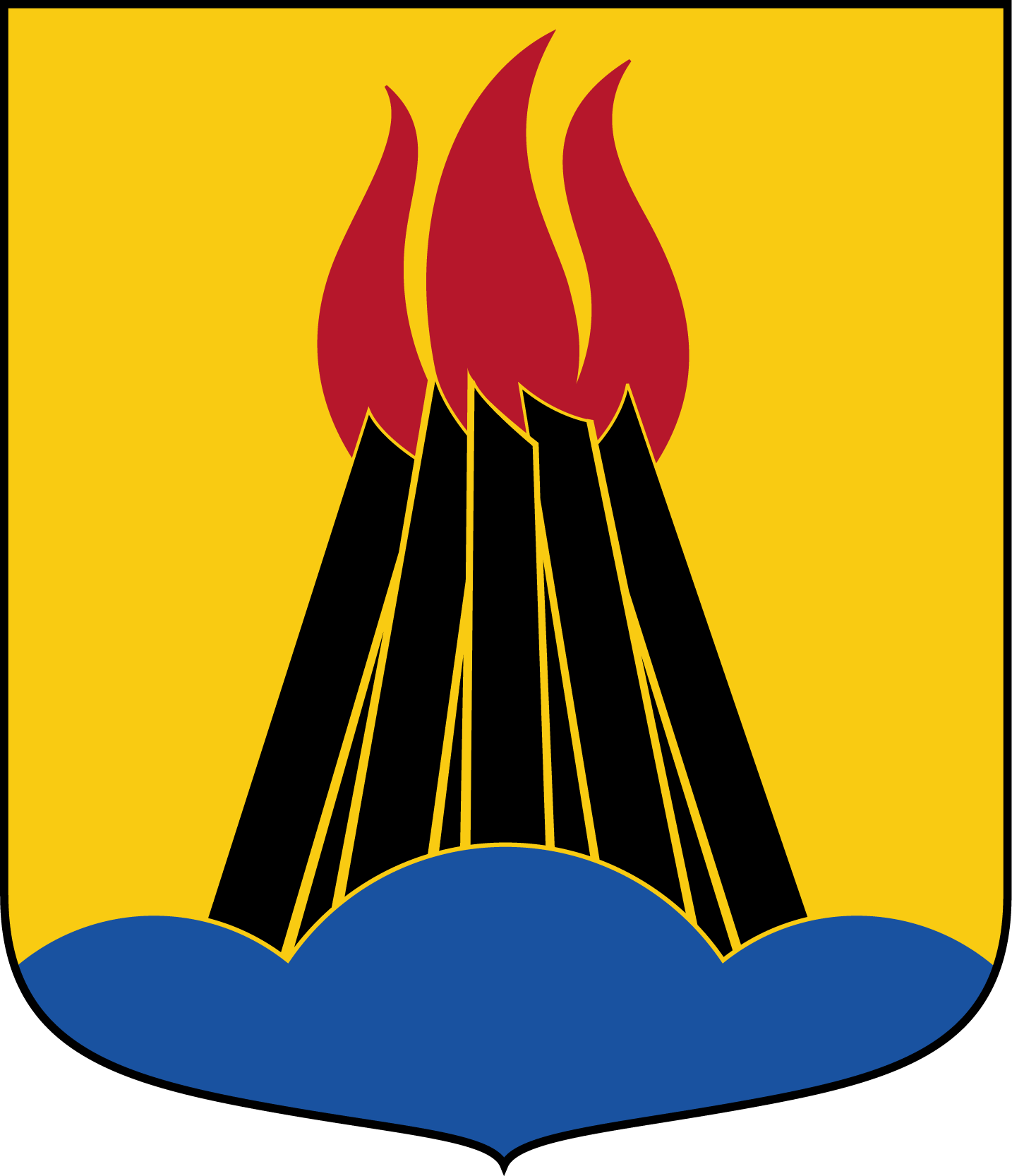
Riksarkivets utgåva